# Gerhard Lorich
Gerhard Lorich (* 1485 in Hadamar; † vor 1553) war ein deutscher katholischer Reformtheologe.

## Leben
Gerhard Lorich wurde 1485 als Sohn des Kellers Johann Lorich in eine in der Region um Hadamar herum einflussreiche Gelehrten- und Beamtenfamilie geboren. Seine Brüder Joseph Lorich und Reinhard Lorich schlugen ebenfalls die Gelehrtenlaufbahn ein, letzterer allerdings als evangelischer Theologe.
Gerhard Lorich war 1509 in Heidelberg und 1510 in Köln zum Jurastudium immatrikuliert. 1511 und 1519 übernahm er Pfründen an der Liebfrauenkirche seiner Heimatstadt. In späteren Aufzeichnungen wird er als „lutherisch gesinnt“ bezeichnet. 1520/21 reiste er nach Wittenberg, dem Zentrum der Reformation, wo zu diesem Zeitpunkt sein jüngerer Bruder Reinhard ein Studium begann.
Im Jahr 1525 ist der Verzicht auf seine Pfründen und die Heirat Lorichs verzeichnet. Im Jahr 1536 setzen dann jedoch seine Streitschriften gegen die Reformation und für die katholische Sache ein. Im gleichen Jahr scheint Lorich die Pfarrei Wetzlar übernommen zu haben und auch wieder Inhaber einer Pfarrstelle in Hadamar gewesen zu sein. Für 1539 ist in Marburg ein Religionsgespräch unter anderem mit Martin Bucer verbürgt. In diesem Jahr war sein Bruder Reinhard Rektor der dortigen Universität.
1540 versuchte Lorich in seiner Heimatstadt wieder die Messe einzuführen, was von den Landesherren jedoch unterbunden wurde. Er verließ Hadamar und bekam die dortige Pfarrei 1546 auch offiziell entzogen. In den folgenden Jahren scheint es, auch aufgrund von Streitschriften und theologischen Disputen, zu mehreren Wechseln seines Aufenthaltsorts gekommen zu sein. 1542 ist ein Aufenthalt im Kloster Johannisberg verbürgt, 1544 im Augustinerkloster zu Mainz. Ab Juni 1547 firmierte Lorich als Pfarrer in Worms. 1548 nahm er an der Trierer Interimskommission in Wetzlar und 1549 an der Mainzer Provinzialsynode teil. Aus diesem Jahr datiert auch seine letzte Veröffentlichung: Reformationis abusuum cleri formula.

## Werk
Lorichs Werk ist geprägt von Versuchen, die Forderungen der Reformation innerhalb der katholischen Kirche so weit wie möglich umzusetzen. Dabei legt er einen besonderen Schwerpunkt auf praktische Fragen der Gemeindeseelsorge. Unter anderem spricht er sich für die Zulassung der Laienpredigt in einem bestimmten Rahmen aus und will die Zahl der Altäre auf einen einzigen je Kirche beschränken. Als einflussreichstes Werk gilt die Institutio Catholica, De missa publica proroganda aus dem Jahr 1536, bei der es sich um einen ungewöhnlich volks- und praxisnahen Katechismus handelt.